# Schnittgraph

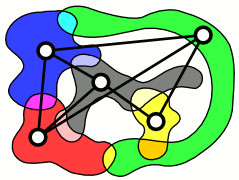
Ein Schnittgraph mit den Mengen und deren Schnitten, die er repräsentiert.

In der Graphentheorie ist ein Schnittgraph ein Graph, der die nicht-leeren Schnitte einer Familie von Mengen als Kanten darstellt. Jede Menge entspricht hierbei einem Knoten im Schnittgraphen. Für jedes Paar zweier Mengen in der Familie, die sich schneiden, hat der Schnittgraph eine Kante, umgekehrt besteht keine Kante zwischen zwei Mengen, wenn deren Schnitt die leere Menge ist.

## Formale Definition
Formal ist ein Schnittgraph G ein ungerichteter Graph, der eine Familie von Mengen
{\displaystyle S_{i},\,\,\,i=0,1,2,\dots }
darstellt, indem jede Menge {\displaystyle S_{i}} mittels eines Knotens {\displaystyle v_{i}} repräsentiert wird, und zwei Knoten {\displaystyle v_{i}} und {\displaystyle v_{j}} genau dann verbunden sind, wenn die Mengen, die sie repräsentieren, einen nicht-leeren Schnitt bilden, also
{\displaystyle E(G)=\{\{v_{i},v_{j}\}\mid i\neq j,S_{i}\cap S_{j}\neq \emptyset \}.}

## Weitergehende Literatur
Eine Übersicht der Theorie für Schnittgraphen findet sich in McKee & McMorris (1999).
- McKee, Terry A.; McMorris, F. R. (1999), Topics in Intersection Graph Theory, SIAM Monographs on Discrete Mathematics and Applications, vol. 2, Philadelphia: Society for Industrial and Applied Mathematics, ISBN 0-89871-430-3, MR 1672910.